# Tour La Provence 2021
La 6.ª edición de la competición ciclista Tour La Provence fue una carrera de ciclismo en ruta por etapas que se celebró entre el 11 y el 14 de febrero de 2021 en Francia con inicio en la ciudad de Aubagne y final en la ciudad de Salon-de-Provence sobre un recorrido de 674 kilómetros.
La carrera formó parte del UCI ProSeries 2021, calendario ciclístico mundial de segunda división, dentro de la categoría UCI 2.Pro y fue ganada por el colombiano Iván Ramiro Sosa del INEOS Grenadiers. Completaron el podio, como segundo y tercer clasificado respectivamente, el francés Julian Alaphilippe del Deceuninck-Quick Step y el también colombiano, y compañero de equipo del vencedor, Egan Bernal.

## Equipos participantes
Tomaron parte en la carrera 20 equipos: 14 de categoría UCI WorldTeam invitados por la organización, 4 de categoría UCI ProTeam y 2 de categoría Continental. Formaron así un pelotón de 139 ciclistas de los que acabaron 133. Los equipos participantes fueron:
| WorldTeams (14)- AG2R Citroën Team - Astana-Premier Tech - Bahrain Victorious - Cofidis - Deceuninck-Quick Step - Groupama-FDJ - Ineos Grenadiers - Lotto Soudal - Movistar Team - Team DSM - Qhubeka Assos - Trek-Segafredo - UAE Team Emirates - Bora-Hansgrohe ProTeams (4)- Arkéa-Samsic - B&B Hotels p/b KTM - Total Direct Énergie - Delko Equipos continentales (2)- Xelliss-Roubaix Lille Métropole - Saint Michel-Auber 93 |
| |

## Recorrido
El Tour de La Provence dispuso de cuatro etapas dividido en dos etapas llanas y dos etapa de media montaña para un recorrido total de 674 kilómetros.
| Etapa     | Fecha     | Recorrido                      | type             | Distancia (km) | Ganador          | Líder            |
| --------- | --------- | ------------------------------ | ---------------- | -------------- | ---------------- | ---------------- |
| 1.ª etapa | 11 de feb | Aubagne – Six-Fours-les-Plages | etapa escarpada  | 182,3          | Davide Ballerini | Davide Ballerini |
| 2.ª etapa | 12 de feb | Cassis – Manosque              | etapa escarpada  | 174,6          | Davide Ballerini | Davide Ballerini |
| 3.ª etapa | 13 de feb | Istres – Chalet Reynard        | etapa de montaña | 153,9          | Iván Ramiro Sosa | Iván Ramiro Sosa |
| 4.ª etapa | 14 de feb | Aviñón – Salon-de-Provence     | etapa llana      | 163,2          | Phil Bauhaus     | Iván Ramiro Sosa |

## Desarrollo de la carrera

### 1.ª etapa
| Aubagne - Six-Fours-les-Plages | etapa escarpada | (182,3 km) |

| \| Clasificación de la etapa \| Clasificación de la etapa \| Clasificación de la etapa \| Clasificación de la etapa \| Clasificación de la etapa \| \| Ciclista \| Ciclista \| Equipo \| Tiempo \| \| \| ------------------------- \| ------------------------- \| ------------------------- \| ------------------------- \| ------------------------- \| \| 1.º \| Davide Ballerini \| Deceuninck-Quick Step \| 4 h 43 min 23 s \| \| \| 2.º \| Arnaud Démare \| Groupama-FDJ \| + 0 s \| \| \| 3.º \| Nacer Bouhanni \| Arkéa-Samsic \| + 0 s \| \| \| 4.º \| Clément Venturini \| AG2R Citroën Team \| + 0 s \| \| \| 5.º \| Matthew Walls \| Bora-Hansgrohe \| + 0 s \| \| \| 6.º \| Ide Schelling \| Bora-Hansgrohe \| + 0 s \| \| \| 7.º \| Bryan Coquard \| B&B Hotels p/b KTM \| + 0 s \| \| \| 8.º \| Phil Bauhaus \| Bahrain Victorious \| + 0 s \| \| \| 9.º \| Matteo Moschetti \| Trek-Segafredo \| + 0 s \| \| \| 10.º \| Alexander Kristoff \| UAE Team Emirates \| + 0 s \| \| |                    |                       |                 |
| |                    |                       |                 |
| Fuente: ProCyclingStats |                    |                       |                 |
| Clasificación de la etapa |                    |                       |                 |
| Ciclista | Ciclista           | Equipo                | Tiempo          |
| 1.º | Davide Ballerini   | Deceuninck-Quick Step | 4 h 43 min 23 s |
| 2.º | Arnaud Démare      | Groupama-FDJ          | + 0 s           |
| 3.º | Nacer Bouhanni     | Arkéa-Samsic          | + 0 s           |
| 4.º | Clément Venturini  | AG2R Citroën Team     | + 0 s           |
| 5.º | Matthew Walls      | Bora-Hansgrohe        | + 0 s           |
| 6.º | Ide Schelling      | Bora-Hansgrohe        | + 0 s           |
| 7.º | Bryan Coquard      | B&B Hotels p/b KTM    | + 0 s           |
| 8.º | Phil Bauhaus       | Bahrain Victorious    | + 0 s           |
| 9.º | Matteo Moschetti   | Trek-Segafredo        | + 0 s           |
| 10.º | Alexander Kristoff | UAE Team Emirates     | + 0 s           |

| \| Clasificación general \| Clasificación general \| Clasificación general \| Clasificación general \| Clasificación general \| \| Ciclista \| Ciclista \| Equipo \| Tiempo \| \| \| --------------------- \| --------------------- \| --------------------- \| --------------------- \| --------------------- \| \| 1.º \| Davide Ballerini \| Deceuninck-Quick Step \| 4 h 43 min 13 s \| \| \| 2.º \| Arnaud Démare \| Groupama-FDJ \| + 4 s \| \| \| 3.º \| Nacer Bouhanni \| Arkéa-Samsic \| + 6 s \| \| \| 4.º \| Lilian Calmejane \| AG2R Citroën Team \| + 6 s \| \| \| 5.º \| Julian Alaphilippe \| Deceuninck-Quick Step \| + 7 s \| \| \| 6.º \| Bauke Mollema \| Trek-Segafredo \| + 9 s \| \| \| 7.º \| Gianni Moscon \| Ineos Grenadiers \| + 9 s \| \| \| 8.º \| Clément Venturini \| AG2R Citroën Team \| + 10 s \| \| \| 9.º \| Matthew Walls \| Bora-Hansgrohe \| + 10 s \| \| \| 10.º \| Ide Schelling \| Bora-Hansgrohe \| + 10 s \| \| |                    |                       |                 |
| |                    |                       |                 |
| Fuente: ProCyclingStats |                    |                       |                 |
| Clasificación general |                    |                       |                 |
| Ciclista | Ciclista           | Equipo                | Tiempo          |
| 1.º | Davide Ballerini   | Deceuninck-Quick Step | 4 h 43 min 13 s |
| 2.º | Arnaud Démare      | Groupama-FDJ          | + 4 s           |
| 3.º | Nacer Bouhanni     | Arkéa-Samsic          | + 6 s           |
| 4.º | Lilian Calmejane   | AG2R Citroën Team     | + 6 s           |
| 5.º | Julian Alaphilippe | Deceuninck-Quick Step | + 7 s           |
| 6.º | Bauke Mollema      | Trek-Segafredo        | + 9 s           |
| 7.º | Gianni Moscon      | Ineos Grenadiers      | + 9 s           |
| 8.º | Clément Venturini  | AG2R Citroën Team     | + 10 s          |
| 9.º | Matthew Walls      | Bora-Hansgrohe        | + 10 s          |
| 10.º | Ide Schelling      | Bora-Hansgrohe        | + 10 s          |

### 2.ª etapa
| Cassis - Manosque | etapa escarpada | (174,6 km) |

| \| Clasificación de la etapa \| Clasificación de la etapa \| Clasificación de la etapa \| Clasificación de la etapa \| Clasificación de la etapa \| \| Ciclista \| Ciclista \| Equipo \| Tiempo \| \| \| ------------------------- \| ------------------------- \| ------------------------- \| ------------------------- \| ------------------------- \| \| 1.º \| Davide Ballerini \| Deceuninck-Quick Step \| 4 h 21 min 49 s \| \| \| 2.º \| Giulio Ciccone \| Trek-Segafredo \| + 0 s \| \| \| 3.º \| Alex Aranburu \| Astana-Premier Tech \| + 0 s \| \| \| 4.º \| Dylan Teuns \| Bahrain Victorious \| + 0 s \| \| \| 5.º \| Patrick Konrad \| Bora-Hansgrohe \| + 0 s \| \| \| 6.º \| Alexéi Lutsenko \| Astana-Premier Tech \| + 0 s \| \| \| 7.º \| Gianni Moscon \| Ineos Grenadiers \| + 0 s \| \| \| 8.º \| Stefano Oldani \| Lotto-Soudal \| + 0 s \| \| \| 9.º \| Sven Erik Bystrøm \| UAE Team Emirates \| + 0 s \| \| \| 10.º \| Bauke Mollema \| Trek-Segafredo \| + 6 s \| \| |                   |                       |                 |
| |                   |                       |                 |
| Fuente: ProCyclingStats |                   |                       |                 |
| Clasificación de la etapa |                   |                       |                 |
| Ciclista | Ciclista          | Equipo                | Tiempo          |
| 1.º | Davide Ballerini  | Deceuninck-Quick Step | 4 h 21 min 49 s |
| 2.º | Giulio Ciccone    | Trek-Segafredo        | + 0 s           |
| 3.º | Alex Aranburu     | Astana-Premier Tech   | + 0 s           |
| 4.º | Dylan Teuns       | Bahrain Victorious    | + 0 s           |
| 5.º | Patrick Konrad    | Bora-Hansgrohe        | + 0 s           |
| 6.º | Alexéi Lutsenko   | Astana-Premier Tech   | + 0 s           |
| 7.º | Gianni Moscon     | Ineos Grenadiers      | + 0 s           |
| 8.º | Stefano Oldani    | Lotto-Soudal          | + 0 s           |
| 9.º | Sven Erik Bystrøm | UAE Team Emirates     | + 0 s           |
| 10.º | Bauke Mollema     | Trek-Segafredo        | + 6 s           |

| \| Clasificación general \| Clasificación general \| Clasificación general \| Clasificación general \| Clasificación general \| \| Ciclista \| Ciclista \| Equipo \| Tiempo \| \| \| --------------------- \| ---------------------- \| --------------------- \| --------------------- \| --------------------- \| \| 1.º \| Davide Ballerini \| Deceuninck-Quick Step \| 9 h 04 min 52 s \| \| \| 2.º \| Alex Aranburu \| Astana-Premier Tech \| + 16 s \| \| \| 3.º \| Julian Alaphilippe \| Deceuninck-Quick Step \| + 17 s \| \| \| 4.º \| Bauke Mollema \| Trek-Segafredo \| + 19 s \| \| \| 5.º \| Gianni Moscon \| Ineos Grenadiers \| + 19 s \| \| \| 6.º \| Patrick Konrad \| Bora-Hansgrohe \| + 20 s \| \| \| 7.º \| Dylan Teuns \| Bahrain Victorious \| + 20 s \| \| \| 8.º \| Jack Haig \| Bahrain Victorious \| + 20 s \| \| \| 9.º \| Ide Schelling \| Bora-Hansgrohe \| + 20 s \| \| \| 10.º \| Aurélien Paret-Peintre \| AG2R Citroën Team \| + 20 s \| \| |                        |                       |                 |
| |                        |                       |                 |
| Fuente: ProCyclingStats |                        |                       |                 |
| Clasificación general |                        |                       |                 |
| Ciclista | Ciclista               | Equipo                | Tiempo          |
| 1.º | Davide Ballerini       | Deceuninck-Quick Step | 9 h 04 min 52 s |
| 2.º | Alex Aranburu          | Astana-Premier Tech   | + 16 s          |
| 3.º | Julian Alaphilippe     | Deceuninck-Quick Step | + 17 s          |
| 4.º | Bauke Mollema          | Trek-Segafredo        | + 19 s          |
| 5.º | Gianni Moscon          | Ineos Grenadiers      | + 19 s          |
| 6.º | Patrick Konrad         | Bora-Hansgrohe        | + 20 s          |
| 7.º | Dylan Teuns            | Bahrain Victorious    | + 20 s          |
| 8.º | Jack Haig              | Bahrain Victorious    | + 20 s          |
| 9.º | Ide Schelling          | Bora-Hansgrohe        | + 20 s          |
| 10.º | Aurélien Paret-Peintre | AG2R Citroën Team     | + 20 s          |

### 3.ª etapa
| Istres - Chalet Reynard | etapa de montaña | (153,9 km) |

| \| Clasificación de la etapa \| Clasificación de la etapa \| Clasificación de la etapa \| Clasificación de la etapa \| Clasificación de la etapa \| \| Ciclista \| Ciclista \| Equipo \| Tiempo \| \| \| ------------------------- \| ------------------------- \| ------------------------- \| ------------------------- \| ------------------------- \| \| 1.º \| Iván Ramiro Sosa \| Ineos Grenadiers \| 4 h 08 min 14 s \| \| \| 2.º \| Egan Bernal \| Ineos Grenadiers \| + 15 s \| \| \| 3.º \| Julian Alaphilippe \| Deceuninck-Quick Step \| + 18 s \| \| \| 4.º \| Wout Poels \| Bahrain Victorious \| + 29 s \| \| \| 5.º \| Jesús Herrada \| Cofidis \| + 48 s \| \| \| 6.º \| Giulio Ciccone \| Trek-Segafredo \| + 48 s \| \| \| 7.º \| Bauke Mollema \| Trek-Segafredo \| + 48 s \| \| \| 8.º \| Mauri Vansevenant \| Deceuninck-Quick Step \| + 48 s \| \| \| 9.º \| Jack Haig \| Bahrain Victorious \| + 48 s \| \| \| 10.º \| Patrick Konrad \| Bora-Hansgrohe \| + 48 s \| \| |                    |                       |                 |
| |                    |                       |                 |
| Fuente: ProCyclingStats |                    |                       |                 |
| Clasificación de la etapa |                    |                       |                 |
| Ciclista | Ciclista           | Equipo                | Tiempo          |
| 1.º | Iván Ramiro Sosa   | Ineos Grenadiers      | 4 h 08 min 14 s |
| 2.º | Egan Bernal        | Ineos Grenadiers      | + 15 s          |
| 3.º | Julian Alaphilippe | Deceuninck-Quick Step | + 18 s          |
| 4.º | Wout Poels         | Bahrain Victorious    | + 29 s          |
| 5.º | Jesús Herrada      | Cofidis               | + 48 s          |
| 6.º | Giulio Ciccone     | Trek-Segafredo        | + 48 s          |
| 7.º | Bauke Mollema      | Trek-Segafredo        | + 48 s          |
| 8.º | Mauri Vansevenant  | Deceuninck-Quick Step | + 48 s          |
| 9.º | Jack Haig          | Bahrain Victorious    | + 48 s          |
| 10.º | Patrick Konrad     | Bora-Hansgrohe        | + 48 s          |

| \| Clasificación general \| Clasificación general \| Clasificación general \| Clasificación general \| Clasificación general \| \| Ciclista \| Ciclista \| Equipo \| Tiempo \| \| \| --------------------- \| --------------------- \| --------------------- \| --------------------- \| --------------------- \| \| 1.º \| Iván Ramiro Sosa \| Ineos Grenadiers \| 13 h 13 min 16 s \| \| \| 2.º \| Egan Bernal \| Ineos Grenadiers \| + 19 s \| \| \| 3.º \| Julian Alaphilippe \| Deceuninck-Quick Step \| + 21 s \| \| \| 4.º \| Wout Poels \| Bahrain Victorious \| + 39 s \| \| \| 5.º \| Bauke Mollema \| Trek-Segafredo \| + 57 s \| \| \| 6.º \| Patrick Konrad \| Bora-Hansgrohe \| + 58 s \| \| \| 7.º \| Jack Haig \| Bahrain Victorious \| + 58 s \| \| \| 8.º \| Mauri Vansevenant \| Deceuninck-Quick Step \| + 58 s \| \| \| 9.º \| Jesús Herrada \| Cofidis \| + 58 s \| \| \| 10.º \| Aleksandr Vlásov \| Astana-Premier Tech \| + 58 s \| \| |                    |                       |                  |
| |                    |                       |                  |
| Fuente: ProCyclingStats |                    |                       |                  |
| Clasificación general |                    |                       |                  |
| Ciclista | Ciclista           | Equipo                | Tiempo           |
| 1.º | Iván Ramiro Sosa   | Ineos Grenadiers      | 13 h 13 min 16 s |
| 2.º | Egan Bernal        | Ineos Grenadiers      | + 19 s           |
| 3.º | Julian Alaphilippe | Deceuninck-Quick Step | + 21 s           |
| 4.º | Wout Poels         | Bahrain Victorious    | + 39 s           |
| 5.º | Bauke Mollema      | Trek-Segafredo        | + 57 s           |
| 6.º | Patrick Konrad     | Bora-Hansgrohe        | + 58 s           |
| 7.º | Jack Haig          | Bahrain Victorious    | + 58 s           |
| 8.º | Mauri Vansevenant  | Deceuninck-Quick Step | + 58 s           |
| 9.º | Jesús Herrada      | Cofidis               | + 58 s           |
| 10.º | Aleksandr Vlásov   | Astana-Premier Tech   | + 58 s           |

### 4.ª etapa
| Aviñón - Salon-de-Provence | etapa llana | (163,2 km) |

| \| Clasificación de la etapa \| Clasificación de la etapa \| Clasificación de la etapa \| Clasificación de la etapa \| Clasificación de la etapa \| \| Ciclista \| Ciclista \| Equipo \| Tiempo \| \| \| ------------------------- \| ------------------------- \| ------------------------- \| ------------------------- \| ------------------------- \| \| 1.º \| Phil Bauhaus \| Bahrain Victorious \| 3 h 47 min 01 s \| \| \| 2.º \| Davide Ballerini \| Deceuninck-Quick Step \| + 0 s \| \| \| 3.º \| Nacer Bouhanni \| Arkéa-Samsic \| + 0 s \| \| \| 4.º \| Matteo Moschetti \| Trek-Segafredo \| + 0 s \| \| \| 5.º \| John Degenkolb \| Lotto-Soudal \| + 0 s \| \| \| 6.º \| Bryan Coquard \| B&B Hotels p/b KTM \| + 0 s \| \| \| 7.º \| Matthew Walls \| Bora-Hansgrohe \| + 0 s \| \| \| 8.º \| Niccolò Bonifazio \| Total Direct Énergie \| + 0 s \| \| \| 9.º \| Eduard-Michael Grosu \| Delko \| + 0 s \| \| \| 10.º \| Alexander Kristoff \| UAE Team Emirates \| + 0 s \| \| |                      |                       |                 |
| |                      |                       |                 |
| Fuente: ProCyclingStats |                      |                       |                 |
| Clasificación de la etapa |                      |                       |                 |
| Ciclista | Ciclista             | Equipo                | Tiempo          |
| 1.º | Phil Bauhaus         | Bahrain Victorious    | 3 h 47 min 01 s |
| 2.º | Davide Ballerini     | Deceuninck-Quick Step | + 0 s           |
| 3.º | Nacer Bouhanni       | Arkéa-Samsic          | + 0 s           |
| 4.º | Matteo Moschetti     | Trek-Segafredo        | + 0 s           |
| 5.º | John Degenkolb       | Lotto-Soudal          | + 0 s           |
| 6.º | Bryan Coquard        | B&B Hotels p/b KTM    | + 0 s           |
| 7.º | Matthew Walls        | Bora-Hansgrohe        | + 0 s           |
| 8.º | Niccolò Bonifazio    | Total Direct Énergie  | + 0 s           |
| 9.º | Eduard-Michael Grosu | Delko                 | + 0 s           |
| 10.º | Alexander Kristoff   | UAE Team Emirates     | + 0 s           |

## Clasificaciones finales
- Las clasificaciones finalizaron de la siguiente forma:[4]

### Clasificación general
| \| Clasificación general \| Clasificación general \| Clasificación general \| Clasificación general \| Clasificación general \| \| Ciclista \| Ciclista \| Equipo \| Tiempo \| \| \| --------------------- \| --------------------- \| --------------------- \| --------------------- \| --------------------- \| \| 1.º \| Iván Ramiro Sosa \| Ineos Grenadiers \| 17 h 00 min 17 s \| \| \| 2.º \| Julian Alaphilippe \| Deceuninck-Quick Step \| + 18 s \| \| \| 3.º \| Egan Bernal \| Ineos Grenadiers \| + 19 s \| \| \| 4.º \| Wout Poels \| Bahrain Victorious \| + 39 s \| \| \| 5.º \| Patrick Konrad \| Bora-Hansgrohe \| + 57 s \| \| \| 6.º \| Bauke Mollema \| Trek-Segafredo \| + 57 s \| \| \| 7.º \| Jack Haig \| Bahrain Victorious \| + 58 s \| \| \| 8.º \| Mauri Vansevenant \| Deceuninck-Quick Step \| + 58 s \| \| \| 9.º \| Jesús Herrada \| Cofidis \| + 58 s \| \| \| 10.º \| Aleksandr Vlásov \| Astana-Premier Tech \| + 58 s \| \| |                    |                       |                  |
| |                    |                       |                  |
| Fuente: ProCyclingStats |                    |                       |                  |
| Clasificación general |                    |                       |                  |
| Ciclista | Ciclista           | Equipo                | Tiempo           |
| 1.º | Iván Ramiro Sosa   | Ineos Grenadiers      | 17 h 00 min 17 s |
| 2.º | Julian Alaphilippe | Deceuninck-Quick Step | + 18 s           |
| 3.º | Egan Bernal        | Ineos Grenadiers      | + 19 s           |
| 4.º | Wout Poels         | Bahrain Victorious    | + 39 s           |
| 5.º | Patrick Konrad     | Bora-Hansgrohe        | + 57 s           |
| 6.º | Bauke Mollema      | Trek-Segafredo        | + 57 s           |
| 7.º | Jack Haig          | Bahrain Victorious    | + 58 s           |
| 8.º | Mauri Vansevenant  | Deceuninck-Quick Step | + 58 s           |
| 9.º | Jesús Herrada      | Cofidis               | + 58 s           |
| 10.º | Aleksandr Vlásov   | Astana-Premier Tech   | + 58 s           |

### Clasificación de la montaña
| Clasificación de la montaña | Clasificación de la montaña | Clasificación de la montaña     | Clasificación de la montaña | Clasificación de la montaña |
| Ciclista                    | Ciclista                    | Equipo                          | Puntos                      |                             |
| --------------------------- | --------------------------- | ------------------------------- | --------------------------- | --------------------------- |
| 1.º                         | Filippo Conca               | Lotto-Soudal                    | 15 pts                      |                             |
| 2.º                         | Andreas Leknessund          | Team DSM                        | 15 pts                      |                             |
| 3.º                         | Jérôme Cousin               | Total Direct Énergie            | 9 pts                       |                             |
| 4.º                         | Delio Fernández             | Delko                           | 9 pts                       |                             |
| 5.º                         | Jérémy Leveau               | Xelliss-Roubaix Lille Métropole | 8 pts                       |                             |
| 6.º                         | Julian Alaphilippe          | Deceuninck-Quick Step           | 7 pts                       |                             |
| 7.º                         | Samuel Leroux               | Xelliss-Roubaix Lille Métropole | 6 pts                       |                             |
| 8.º                         | Iván Ramiro Sosa            | Ineos Grenadiers                | 5 pts                       |                             |
| 9.º                         | Mauri Vansevenant           | Deceuninck-Quick Step           | 5 pts                       |                             |
| 10.º                        | Lluís Mas                   | Movistar Team                   | 5 pts                       |                             |

### Clasificación de los puntos
| Clasificación por puntos | Clasificación por puntos | Clasificación por puntos | Clasificación por puntos | Clasificación por puntos |
| Ciclista                 | Ciclista                 | Equipo                   | Puntos                   |                          |
| ------------------------ | ------------------------ | ------------------------ | ------------------------ | ------------------------ |
| 1.º                      | Davide Ballerini         | Deceuninck-Quick Step    | 42 pts                   |                          |
| 2.º                      | Phil Bauhaus             | Bahrain Victorious       | 20 pts                   |                          |
| 3.º                      | Nacer Bouhanni           | Arkéa-Samsic             | 20 pts                   |                          |
| 4.º                      | Giulio Ciccone           | Trek-Segafredo           | 18 pts                   |                          |
| 5.º                      | Julian Alaphilippe       | Deceuninck-Quick Step    | 16 pts                   |                          |
| 6.º                      | Eduard-Michael Grosu     | Delko                    | 14 pts                   |                          |
| 7.º                      | Matthew Walls            | Bora-Hansgrohe           | 14 pts                   |                          |
| 8.º                      | Bryan Coquard            | B&B Hotels p/b KTM       | 13 pts                   |                          |
| 9.º                      | Matteo Moschetti         | Trek-Segafredo           | 13 pts                   |                          |
| 10.º                     | Arnaud Démare            | Groupama-FDJ             | 12 pts                   |                          |

### Clasificación de los jóvenes
| Clasificación del mejor joven | Clasificación del mejor joven | Clasificación del mejor joven | Clasificación del mejor joven | Clasificación del mejor joven |
| Ciclista                      | Ciclista                      | Equipo                        | Tiempo                        |                               |
| ----------------------------- | ----------------------------- | ----------------------------- | ----------------------------- | ----------------------------- |
| 1.º                           | Iván Ramiro Sosa              | Ineos Grenadiers              | 17 h 00 min 17 s              |                               |
| 2.º                           | Egan Bernal                   | Ineos Grenadiers              | + 19 s                        |                               |
| 3.º                           | Mauri Vansevenant             | Deceuninck-Quick Step         | + 58 s                        |                               |
| 4.º                           | Aleksandr Vlásov              | Astana-Premier Tech           | + 58 s                        |                               |
| 5.º                           | Aurélien Paret-Peintre        | AG2R Citroën Team             | + 1 min 28 s                  |                               |
| 6.º                           | Matteo Jorgenson              | Movistar Team                 | + 1 min 28 s                  |                               |
| 7.º                           | Carlos Rodríguez              | Ineos Grenadiers              | + 2 min 18 s                  |                               |
| 8.º                           | Ide Schelling                 | Bora-Hansgrohe                | + 3 min 52 s                  |                               |
| 9.º                           | Abner González                | Movistar Team                 | + 4 min 26 s                  |                               |
| 10.º                          | Stefano Oldani                | Lotto-Soudal                  | + 4 min 52 s                  |                               |

### Clasificación por equipos
| Clasificación por equipos | Clasificación por equipos | Clasificación por equipos | Clasificación por equipos |
| Equipo                    | Equipo                    | Tiempo                    |                           |
| ------------------------- | ------------------------- | ------------------------- | ------------------------- |
| 1.º                       | Ineos Grenadiers          | 51 h 03 min 44 s          |                           |
| 2.º                       | Bahrain Victorious        | + 44 s                    |                           |
| 3.º                       | AG2R Citroën Team         | + 3 min 29 s              |                           |
| 4.º                       | Bora-Hansgrohe            | + 3 min 31 s              |                           |
| 5.º                       | Astana-Premier Tech       | + 3 min 50 s              |                           |
| 6.º                       | Movistar Team             | + 4 min 28 s              |                           |
| 7.º                       | Qhubeka Assos             | + 6 min 39 s              |                           |
| 8.º                       | Cofidis                   | + 9 min 00 s              |                           |
| 9.º                       | Deceuninck-Quick Step     | + 9 min 53 s              |                           |
| 10.º                      | Arkéa-Samsic              | + 11 min 35 s             |                           |

## Evolución de las clasificaciones
| Etapa                   | Vencedor                | Clasificación general | Clasificación de la montaña | Clasificación de los puntos | Clasificación de los jóvenes | Clasificación por equipos |
| ----------------------- | ----------------------- | --------------------- | --------------------------- | --------------------------- | ---------------------------- | ------------------------- |
| 1.ª                     | Davide Ballerini        | Davide Ballerini      | Lilian Calmejane            | Davide Ballerini            | Matthew Walls                | Bora-Hansgrohe            |
| 2.ª                     | Davide Ballerini        | Davide Ballerini      | Lilian Calmejane            | Davide Ballerini            | Ide Schelling                | Bora-Hansgrohe            |
| 3.ª                     | Iván Ramiro Sosa        | Iván Ramiro Sosa      | Filippo Conca               | Davide Ballerini            | Iván Ramiro Sosa             | INEOS Grenadiers          |
| 4.ª                     | Phil Bauhaus            | Iván Ramiro Sosa      | Filippo Conca               | Davide Ballerini            | Iván Ramiro Sosa             | INEOS Grenadiers          |
| Clasificaciones finales | Clasificaciones finales | Iván Ramiro Sosa      | Filippo Conca               | Davide Ballerini            | Iván Ramiro Sosa             | INEOS Grenadiers          |

## Ciclistas participantes y posiciones finales
Convenciones:
- AB-N: Abandono en la etapa "N"
- FLT-N: Retiro por arribo fuera del límite de tiempo en la etapa "N"
- NTS-N: No tomó la salida para la etapa "N"
- DES-N: Descalificado o expulsado en la etapa "N"

## UCI World Ranking
El Tour de La Provence otorgó puntos para el UCI World Ranking para corredores de los equipos en las categorías UCI WorldTeam, UCI ProTeam y Continental. Las siguientes tablas son el baremo de puntuación y los 10 corredores que obtuvieron más puntos:
| Posición              | 1.º | 2.º | 3.º | 4.º | 5.º | 6.º | 7.º | 8.º | 9.º | 10.º | 11.º | 12.º | 13.º | 14.º | 15.º | 16.º-30.º | 31.º-40.º |
| Clasificación general | 200 | 150 | 125 | 100 | 85  | 70  | 60  | 50  | 40  | 35   | 30   | 25   | 20   | 15   | 10   | 5         | 3         |
| Por etapa             | 20  | 10  | 5   |     |     |     |     |     |     |      |      |      |      |      |      |           |           |
| Líder                 | 5   |     |     |     |     |     |     |     |     |      |      |      |      |      |      |           |           |

| Clasificación |                    |                            |         |       |       |       |
| Posición      | Ciclista           | Equipo                     | General | Etapa | Líder | Total |
| ------------- | ------------------ | -------------------------- | ------- | ----- | ----- | ----- |
| 1.º           | Iván Ramiro Sosa   | INEOS Grenadiers           | 200     | 20    | 5     | 225   |
| 2.º           | Julian Alaphilippe | Deceuninck-Quick Step      | 150     | 5     | -     | 155   |
| 3.º           | Egan Bernal        | INEOS Grenadiers           | 125     | 10    | -     | 135   |
| 4.º           | Wout Poels         | Bahrain Victorious         | 100     | -     | -     | 100   |
| 5.º           | Patrick Konrad     | Bora-Hansgrohe             | 85      | -     | -     | 85    |
| 6.º           | Bauke Mollema      | Trek-Segafredo             | 70      | -     | -     | 70    |
| 7.º           | Jack Haig          | Bahrain Victorious         | 60      | -     | -     | 60    |
| 8.º           | Davide Ballerini   | Deceuninck-Quick Step      | -       | 50    | 10    | 60    |
| 9.º           | Mauri Vansevenant  | Deceuninck-Quick Step      | 50      | -     | -     | 50    |
| 10.º          | Jesús Herrada      | Cofidis, Solutions Crédits | 40      | -     | -     | 40    |